# Stephanie Faracy
Stephanie Faracy (nacida el 1 de enero de 1952 en Brooklyn, New York-) es una actriz estadounidense de cine y televisión.

## Primeros papeles
Uno de sus primeros papeles importantes fue como Judy en la miniserie de televisión The Thorn Birds del año 1983. Faracy también apareció junto a Frankie Faison y Nancy Walker en True Colors (1990–1992), una serie acerca de un matrimonio interracial.

## Filmografía
- Heaven Can Wait (1978) ~ Corinne
- Scavenger Hunt (1979) ~ Babbette
- Insight Little Miseries (1981 miniserie) ~ Donna
- The Thorn Birds (1983 miniserie) ~ Judy
- Eye to Eye (1985) ~ Tracy Doyle
- The Great Outdoors (1988) ~ Connie
- True Colors ~ Ellen Freeman
- Hocus Pocus (1993) ~ Jenny Dennison
- Tales of the City (PBS (1994 min-iserie) ~ Candi Moretti
- Will and Grace ~ Head Nurse (2003)
- Sideways (2004) ~ Stephanie's Mother
- Flightplan (2005) ~ Anna
- Grey's Anatomy (2006) ~ Mrs. Sullivan
- Ugly Betty (2007) ~ Mrs. Tanen
- How I Met Your Mother (2007) ~ Rhonda
- Desperate Housewives (2010) ~ Miss Charlotte
- Modern Family (2012) ~ Dottie